# Cigunungsari
Cigunungsari is een bestuurslaag in het regentschap Karawang van de provincie West-Java, Indonesië. Cigunungsari telt 2913 inwoners (volkstelling 2010).